# Félix Cruz Barbosa
Félix Cruz Barbosa (* 4. April 1961 in Torreón, Coahuila) ist ein ehemaliger mexikanischer Fußballspieler auf der Position des Verteidigers und späterer Fußballtrainer.

## Biografie

### Verein
Cruz Barbosa begann seine Profikarriere 1979 in Diensten der Pumas de la UNAM, bei denen er bis 1987 unter Vertrag stand. Nach zwei kurzfristigen Gastspielen für den Club de Fútbol Atlante (1987/88) und die Tigres de la UANL (1988/89) war er vier Jahre für die Rayados de Monterrey tätig, bevor er seine aktive Karriere 1993/94 in Reihen der Toros Neza ausklingen ließ.

### Nationalmannschaft
Sein Länderspieldebüt feierte Cruz Barbosa in einem am 6. Dezember 1983 ausgetragenen Freundschaftsspiel gegen Kanada, das mit 5:0 gewonnen wurde. Seinen letzten Länderspieleinsatz absolvierte er am 7. Juli 1991 in einer Begegnung um den CONCACAF Gold Cup 1991 gegen Costa Rica, die „el Tri“ mit 2:0 gewann und sich somit den dritten Platz sicherte.
Sein einziges Länderspieltor gelang ihm am 5. Februar 1985 beim 5:0-Sieg gegen Polen.
Höhepunkt seiner achtjährigen Karriere im Dress der mexikanischen Nationalmannschaft war die Teilnahme an der im eigenen Land ausgetragenen Fußball-Weltmeisterschaft 1986, bei der Cruz Barbosa alle fünf Spiele der Gastgeber in voller Länge absolvierte.

### Trainer
Nach dem Ende seiner aktiven Laufbahn ist Félix Cruz Barbosa als Trainer tätig. Er war zunächst Co-Trainer bei seinem Exverein Tigres de la UANL, bevor er als Cheftrainer für die Delfines de Acapulco und die Tiburones Rojos de Veracruz sowie die Jaguares de Zamora und die Reboceros de La Piedad tätig war.